# Rue Ferdinand-Duval
Rue Ferdinand-Duval je ulice v Paříži v historické čtvrti Marais. Nachází se ve 4. obvodu.

## Poloha
Ulice vede od křižovatky s Rue de Rivoli a končí na křižovatce s Rue des Rosiers. Mezi Rue de Rivoli a Rue du Roi-de-Sicile je ulice široká 12 m, zbývající úsek je široký 10 m.

## Historie
Až do 15. století se nazývala Passage Petit-Saint-Antoine, také se nazývala Rue des Rosiers, na kterou byla napojená, neboť dříve pokračovala směrem na západ k Rue Vieille-du-Temple. Na plánu města z roku 1550 je uvedena jako Rue des Païens. V 1900 byla ulice pojmenována po Ferdinandovi Duvalovi (1827–1896), prefektovi departemetu Seine a městském radním.
Až do 18. století se v ulici nacházela socha Panny Marie (na rohu s Rue des Rosiers). Dne 3. června 1528 v době pronásledování protestantů byla poškozena. František I. ji nechal nahradit novou, postříbřenou, která byla ukradena v roce 1545. Byla nahrazena kamennou sochou, která existovala ještě v roce 1789. Tato socha nakonec také zmizela, pravděpodobně během revolučního období.

## Zajímavé objekty
- dům č. 11: původně zde stál od 17. století hôtel Acarie. V roce 1604 pozvala Barbe Acarie se svolením Jindřicha IV. do Francie ze Španělska řád bosých karmelitánů, kteří se zde usídlili.
- dům č. 20: ve dvoře jsou pozůstatky bývalého paláce ze 16. století nazývaného hôtel de Cormery či hôtel des Juifs (palác židů), neboť zde na konci 14. století bydlel Manessier de Vesoul, hlavní královský výběrčí u židů. Z paláce se dochovaly pilastry, střecha a mansardy.